# Monte Amariana
Monte Amariana – szczyt w Alpach Karnickich. Leży w północnych Włoszech, w prowincji Udine. Kiedyś górę tę uważano za wygasły wulkan. U stóp góry leży miejscowość Tolmezzo.